# 肖鸢尾
肖鸢尾（学名：Moraea iridioides）为鸢尾科肖鸢尾属下的一个种。